# (88267) 2001 KE76
(88267) 2001 KE76 est un objet transneptunien faisant partie des cubewanos.

## Caractéristiques
(88267) 2001 KE76 mesure environ 130 km de diamètre.

## Orbite
L'orbite de 2001 KE76 possède un demi-grand axe de 42,871 ua et une période orbitale d'environ 281 ans. Son périhélie l'amène à 41,841 ua du Soleil et son aphélie l'en éloigne de 43,901 ua. Il s'agit d'un cubewano.

## Découverte
(88267) 2001 KE76 a été découvert le 22 mai 2001.